# Clytia paradoxa
Clytia paradoxa är en nässeldjursart som först beskrevs av Eberhard Stechow 1923.  Clytia paradoxa ingår i släktet Clytia och familjen Campanulariidae. Inga underarter finns listade i Catalogue of Life.